# Melissa Hannawald
Melissa Hannawald (* 11. August 1989 in Greven als Melissa Thiem) ist eine ehemalige deutsche Fußballspielerin.

## Karriere
Die Stürmerin begann mit dem Fußballspielen beim SC Greven 09, wo sie zusammen mit Jungen spielte. Später wechselte sie zum SV Borussia Emsdetten und Preußen Borghorst, wo sie bis Sommer 2005 spielte. Zum Saisonbeginn 2005/06 wechselte sie dann zum FFC Heike Rheine, wo sie ihre ersten Einsätze in der Bundesliga absolvierte. Da der FFC Heike Rheine aus der Bundesliga abstieg, sie aber weiter Bundesliga spielen wollte, wechselte sie im Sommer 2007 zur SG Wattenscheid 09 und spielte dort eine Saison in der Bundesliga. Zum 1. Juli 2008 wechselte sie zum Bundesligisten VfL Wolfsburg. Nach der Saison 2009/10, in der Thiem nicht mehr in der Bundesliga zum Einsatz gekommen war, wechselte sie zur zweiten Frauenmannschaft des VfL Wolfsburg, mit der sie im Sommer 2013 in die 2. Bundesliga aufstieg. Ihr letztes Spiel für den VfL Wolfsburg II bestritt sie am 17. Mai 2015 und beendete im Sommer 2015 ihre aktive Karriere.
2018 wirkte sie beim RTL Ninja Warrior Germany Promi-Special für den RTL-Spendenmarathon mit.

## Persönliches
Im Dezember 2014 machte Thiem ihre Beziehung zu Sven Hannawald öffentlich; das Paar heiratete im November 2016. Anfang Februar 2017 kam ihr gemeinsamer Sohn zur Welt. Im Mai 2019 wurde das zweite gemeinsame Kind, eine Tochter geboren. Seit dem Ende ihrer Karriere arbeitet Melissa Hannawald bei Sport1 Media in Ismaning.